# Hugh Dallas
Hugh Dallas, MBE (Allanton, 26 de outubro de 1957) é um ex-árbitro de futebol escocês. Apitou na Eurocopa 2000 e nas Copas de 1998, realizada na França, e 2002, sediada em conjunto por Japão e Coreia do Sul. Também foi escolhido para apitar nas Olimpíadas de Atlanta, em 1996.

## Uma carreira manchada por um erro
Filiado à FIFA desde 1992, Dallas iniciou sua carreira como árbitro amador em 1982 e chegou a trabalhar como bandeirinha em 1988.
Durante a Copa do Mundo FIFA de 2002, em partida válida pelas fase de oitavas-de-final entre Estados Unidos e Alemanha, cometeu um dos maiores erros da carreira: após chute do zagueiro Gregg Berhalter, a bola não chega ao goleiro Oliver Kahn, e Torsten Frings evita o gol colocando a mão. Para Dallas, o lance não fora interpretado como um pênalti, e sim como "bola na mão", pois Frings não havia colocado sua mão intencionalmente na bola. Kahn admitiu, após o jogo, que sua seleção "teve sorte" ao sair com a vitória por a 1 a 0 (gol de Michael Ballack).
Embora Dallas tivesse sido escalado para ser o quarto-árbitro da final entre Brasil e Alemanha, seu erro foi decisivo para sua desfiliação do quadro de arbitragem da FIFA, também em 2002.
Andrew Dallas, filho de Hugh, decidiu seguir os passos de seu pai e também exerce a função de árbitro.

## Condecoração
Em novembro de 2002, Hugh foi condecorado com a Ordem do Império Britânico devido aos seus serviços prestados ao futebol da Escócia.